# Município de Marion (condado de Phillips, Arkansas)
O município de Marion (em inglês: Marion Township) é um município localizado no condado de Phillips no estado estadounidense de Arkansas. No ano de 2010 tinha uma população de 589 habitantes e uma densidade populacional de 5,57 pessoas por km².

## Geografia
O município de Marion encontra-se localizado nas coordenadas 34° 35′ 51″ N, 90° 52′ 13″ O. Segundo a Departamento do Censo dos Estados Unidos, o município tem uma superfície total de 105.84 km², da qual 105,79 km² correspondem a terra firme e (0,05 %) 0,05 km² é água.

## Demografia
Segundo o censo de 2010, tinha 589 pessoas residindo no município de Marion. A densidade populacional era de 5,57 hab./km². Dos 589 habitantes, o município de Marion estava composto pelo 46,69 % brancos, o 52,46 % eram afroamericanos, o 0,17 % eram de outras raças e o 0,68 % eram de uma mistura de raças. Do total da população o 1,36 % eram hispanos ou latinos de qualquer raça.